# Chalcostigma herrani
Chalcostigma herrani là một loài chim trong họ Trochilidae.